# Ashland (Oregon)
Ashland (korábban Ashland Mills) az Amerikai Egyesült Államok északnyugati részén, Oregon állam Josephine megyéjében elhelyezkedő város. A 2020. évi népszámláláskor 21 360 lakosa volt.
Itt van a Dél-oregoni Egyetem székhelye, valamint itt rendezik meg az Oregon Shakespeare Festivalt. Ashland elsődleges bevételi forrása a turizmus.
Nevét az Ohio állambeli Ashland megyéről (az alapító Abel Helman születési helye), valamint a Kentucky állambeli Ashlandről (más telepesek családtagjainak lakóhelye) kapta.

## Története

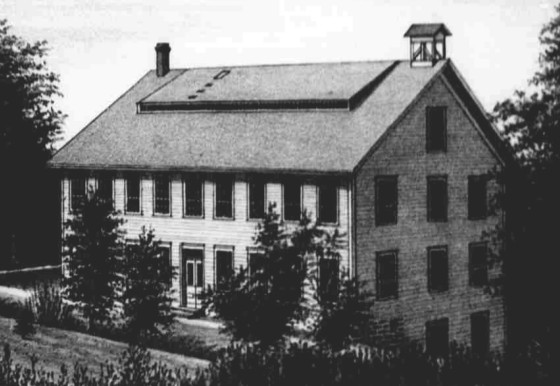
A gyapjúüzem 1881-ben

Az Ashland-patak térségének első lakói a saszta indiánok voltak. A Hudson’s Bay Company szőrmekereskedői az 1820-as évektől haladtak át a térségen, az 1840-es évek telepesei pedig az Applegate Trailen keresztül érkeztek. Az 1850-es években a Donation Land Claim Act részeként fehérek költöztek ide, ami az őslakosokkal konfliktusokat okozott. A Rogue folyami háború 1856-ig tartott.
1851-ben a Rich-szurdokban aranyat találtak, és a Jackson-patak partjain sátortáborok létesültek. Az 1852 januárjában érkezettek között voltak Robert B. Hargadine, Sylvester Pease, Abel D. Helman és Eber Emery is. Az első telekigényeket Hargadine és Helman nyújtották be. Helman és Emery fűrészüzemet nyitott, majd 1854-ben M. B. Morris gabonaőrlő malmot létesített. A gyárak körül kialakult települést Ashland Millsnek nevezték; az 1855-ben megnyílt posta első vezetője Helman lett.
Az 1860-as és 1870-es években iskola, templom és ruhagyár létesült. A posta 1872-ben a Mills utótagot elhagyta, a település felvette mai nevét. 1872-ben J. H. Skidmore tiszteletes megalapította az Ashlandi Akadémiát, a mai Dél-oregoni Egyetem elődjét.
1887-ben kiépült a Portland és San Francisco közötti vasútvonal. A domborzati viszonyok miatti 1926-os nyomvonal-korrekcióig Ashland kereskedelme (alma, körte, barack) vasúton zajlott. A város vasúttörténetének legfontosabb emléke a Depot Hotel déli szárnya.
1908-ban a női polgári klub közösségi tér létrehozását követelte (ma Ashland Canyon Park). Miután az Emigrant-tó közelében lithiavizet találtak, megszülettek a tervek egy gyógyfürdő létesítésére. A népszavazáson megszavazták a projekt finanszírozását (a víz Ashlandbe vezetését is). A Lithia Park tervezésével John McLarent, a San Franciscó-i Golden Gate Park építészét bízták meg. A gyógyfürdő terveit 1916-ban a magas költségek miatt elvetették, azonban vállalkozók a vizet palackozva árulni kezdték.
Az 1935-ös függetlenség napján Angus L. Bowmer megszervezte a későbbi Shakespeare Festival első fellépéseit. A rendezvénysorozat azóta nemzetközileg is ismertté vált.
A történelmi helyek jegyzékében 59 épület és négy városrész szerepel. Ezek egyike a Columbia Hotelnek otthont adó Enders Building.

## Földrajz és éghajlat

### Földrajz
Ashland a Siskiyou- és Cascade-hegységek lábánál, az Interstate 5 közelében fekszik. Medford 19 km-re északnyugatra, Portland pedig 459 km-re északra található. A város területének 100%-a szárazföld.
Az Ashland-patak és ágai a várostól délre, 2296 méteres tengerszint feletti magasságon erednek. Az Ashland-patak a település déli határán a Medve-patakba, az pedig a Rogue folyóba torkollik, ami a Csendes-óceánba folyik.
Az Oregon Route 66 a városközpontban keresztezi az Oregon Route 99-et.

### Éghajlat
Ashland Oregon délnyugati klímazónájában, az oregoni hegylánc esőárnyékában fekszik. Ugyan a hegycsúcsokon évente 3050 mm csapadék is hull, a városokban csak 510 mm vagy kevesebb. Az időjárás kedvező a gyümölcstermesztéshez (főleg körte) és az állattartáshoz.
A térségben a júliusi napok 21%-a, míg a decemberiek 86%-a felhős. Ashlandben évente 114 nap alatt átlagosan 510 mm csapadék esik. Az átlagos éves hómennyiség négy centiméter. A délután 4 órakor mért páratartalom 26–76%. Ashland éghajlata mediterrán (a Köppen-skála szerint Csb).
Mivel Ashland a közeli Medfordhoz képest 183 méterrel magasabban fekszik, a hőmérséklet néhány °C-kal alacsonyabb. A leghűvösebb hónap december (8,3 °C), míg a legmelegebb július (31,1 °C). A melegrekord (41,1 °C) 1981 augusztusában, a hidegrekord (-20 °C) pedig 1972 decemberében dőlt meg. A legcsapadékosabb év (756,2 mm) 1926 júliusa és 1927 júniusa, a legszárazabb (263,4 mm) 1954 júliusa és 1955 júniusa között tartott. A legcsapadékosabb hónapban (1964. december) 286,5 mm csapadék hullt.
A legalacsonyabb napközbeni hőmérsékletet (-9 °C) 1972 decemberében mérték. Általában a leghidegebb napon 1 °C van. A meleg nyári éjszakák ritkák, a hőmérséklet ilyenkor 17 °C körül van; 23 °C-ot utoljára 1910-ben mértek.
| Hónap                                            | Jan.  | Feb.  | Már. | Ápr. | Máj. | Jún. | Júl. | Aug. | Szep. | Okt.  | Nov.  | Dec.  | Év    |
| ------------------------------------------------ | ----- | ----- | ---- | ---- | ---- | ---- | ---- | ---- | ----- | ----- | ----- | ----- | ----- |
| Rekord max. hőmérséklet (°C)                     | 22,0  | 26,0  | 28,0 | 34,0 | 38,0 | 41,0 | 41,0 | 42,0 | 39,0  | 36,0  | 27,0  | 21,0  | 42,0  |
| Átlagos max. hőmérséklet (°C)                    | 9,4   | 12,1  | 14,4 | 17,1 | 21,7 | 25,8 | 31,2 | 30,8 | 27,1  | 20,0  | 12,3  | 8,4   | 19,2  |
| Átlaghőmérséklet (°C)                            | 4,1   | 5,4   | 7,2  | 9,4  | 13,4 | 16,7 | 20,8 | 20,2 | 16,7  | 11,1  | 6,3   | 3,4   | 11,3  |
| Átlagos min. hőmérséklet (°C)                    | −1,3  | −1,3  | −0,1 | 1,8  | 5,1  | 7,7  | 10,3 | 9,7  | 6,3   | 2,3   | 0,3   | −1,6  | 3,3   |
| Rekord min. hőmérséklet (°C)                     | −18,0 | −18,0 | −9,0 | −7,0 | −5,0 | −2,0 | 0,0  | 1,0  | −3,0  | −11,0 | −11,0 | −20,0 | −20,0 |
| Átl. csapadékmennyiség (mm)                      | 60    | 52    | 52   | 50   | 42   | 22   | 11   | 9    | 13    | 36    | 65    | 86    | 498   |
| Forrás: Nemzeti Óceán- és Légkörkutatási Hivatal |       |       |      |      |      |      |      |      |       |       |       |       |       |

## Népesség
| Lakosok száma | 327  | 1784 | 2634 | 5020 | 4544 | 7739 | 12 342 | 14 943 | 19 522 | 21 360 |
|               | 1860 | 1880 | 1900 | 1910 | 1930 | 1950 | 1970   | 1980   | 2000   | 2020   |

## Gazdaság
A gazdaság legfontosabb ága a turizmus. 2010-ben a Shakespeare Festivalra 415 ezer jegyet értékesítettek.
A legnagyobb foglalkoztatók a Dél-oregoni Egyetem (750 fő), a Shakespeare Festival (500 fő), az egészségügy (400 fő), a tankerület (300 fő) és a város (250 fő). A Bathroom Readers’ kiadó irodái Ashlandben és San Diegóban vannak. Egykor itt volt a Brammo motorgyártó székhelye.

## Közigazgatás
A helység 2020 májusa óta az adminisztratív feladatok ellátására városmenedzsert alkalmaz. A polgármestert és a hat képviselőt négy évre választják.
A város politikai véleménye a megye többi részétől általánosan eltér, ezért Ashlandi Népköztársaságnak is nevezik. Míg az 1860-as elnökválasztáson Jackson megye többi részén rabszolgaságpárti jelöltekre szavaztak, addig Ashlandben Abraham Lincoln kapta a legtöbb voksot; az 1900-as években a régiótól eltérően a nők választójoga és a szesztilalom mellett szavaztak. Más városoktól eltérően itt támogatták az új adókat és a szigorúbb környezetvédelmi szabályokat.

## Infrastruktúra

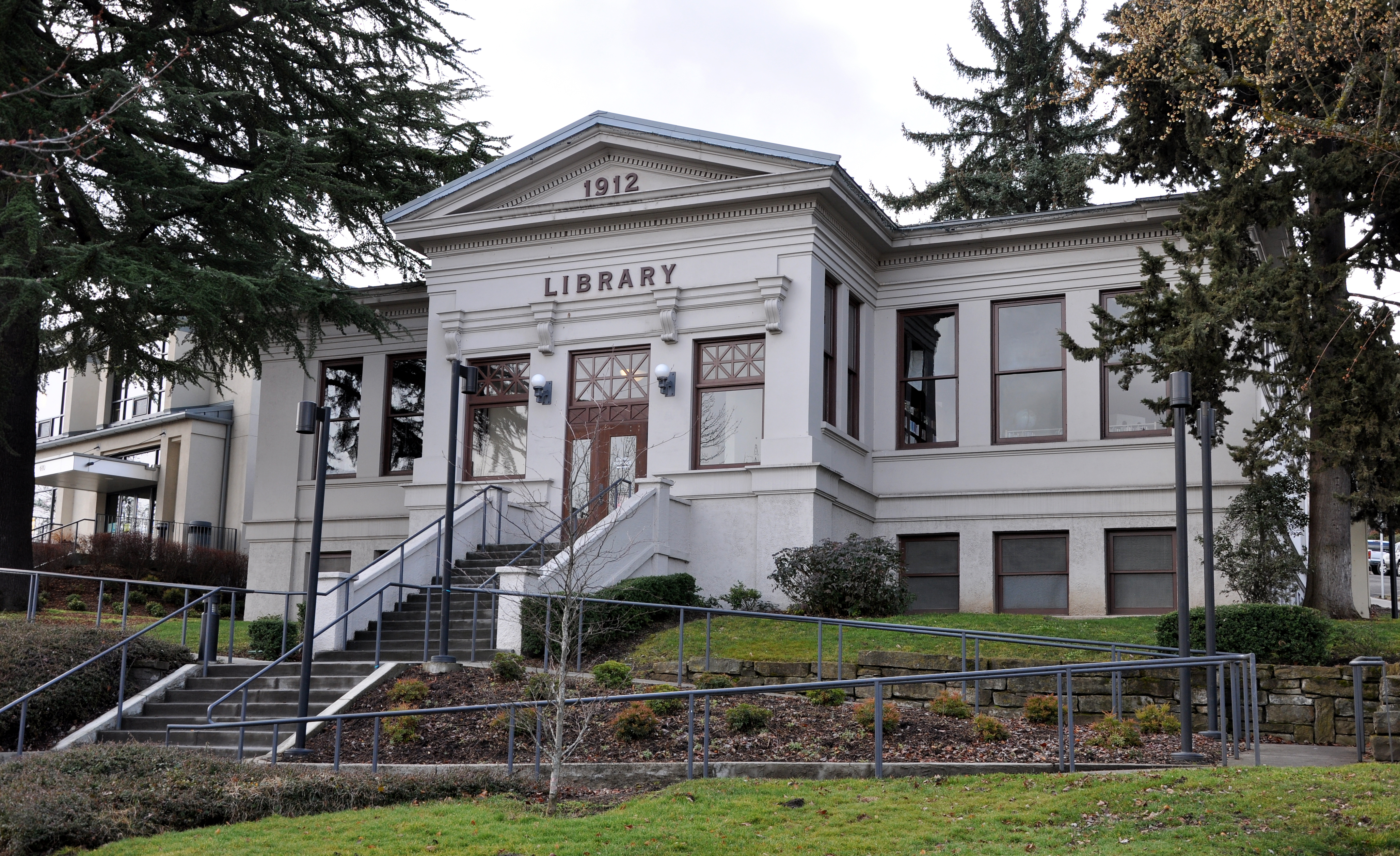
Könyvtár

A 49 ágyas Asante Ashland kórház a medfordi Asante hálózat része.
A közkönyvtár a korábbi Carnegie könyvtár átépítésével jött létre; az eredeti szárnyat 2003-ban helyreállították. A 2006-os költségvetési hiány miatt 2007 áprilisában Jackson megyében az ashlandivel együtt 14 másik könyvtárat is bezártak. Az intézmények októberben nyitottak újra; ez volt az ország legnagyobb könyvtárbezárása. Az ashlandi könyvtár egyes szolgáltatásai a Library Systems and Services magánvállalat nyújtja.
A megye buszközlekedését a Rogue Valley Transportation District biztosítja. Az Ashlandi városi repülőtér kisgépeket fogad.
A város az 1990-es évek végén üvegszálas hálózatot épített ki; 2006-ra a szolgáltató adóssága elérte a 15,5 millió dollárt. Az új igazgató, Joe Franell javasolta a kevésbé jövedelmező kábeltelevízió leválasztását, így azt az Ashland Home Net szolgáltatja, míg az internetszolgáltatás és a kábelhálózat a város tulajdonában maradt.

## Parkok
A Lithia Park 17 hektáros része szerepel a történelmi helyek jegyzékében. A park a belvárosi bevásárlóközpontnál kezdődik és az Ashland-patak mentén húzódik. A 38 hektáros területen japánkert, tavak, teniszpályák, színpad és túraútvonalak is találhatóak. A Lithia elnevezés a térségben fellelt jellegzetes ízű, enyhe pezsgésű forrásvíz nevéből ered. A bevásárlóközpont melletti lithiakút vizét helyiek beavatási szokásként gyakran megkóstoltatják a gyanútlan turistákkal.
A Bear Creek Greenway kerékpáros és túraútvonal a West Nevada Street közelében kezdődik és 29 kilométeren át Medfordig húzódik.
Az Ashland-patak mellett található Calle Guanajuato parkban több étterem is található.

## Kultúra
Az 1930-as évek rendezvénysorozatából kinőtt Oregon Shakespeare Festival az USA harmadik legnagyobb repertoárszínháza. Az 1986-ban megnyílt Oregoni Kabarészínház egy korábbi baptista templomban működik. Az ötnapos filmfesztivált áprilisban rendezik meg, mely során kilencven filmet mutatnak be.
Az egyetem művészeti központ által fenntartott Schneider Művészeti Múzeum kortárs alkotók műveit mutatja be. A központ komolyzenei koncerteket is rendez. Az Ashland New Plays Festival forgatókönyvírói versenyeket szokott kiírni.
A Clark R. Bavin Nemzeti Hal- és Vadvédelmi Kriminalisztikai Laboratórium a világ egyetlen intézete, amely a vadállatok ellen elkövetett bűncselekményeket vizsgálja. Az intézmény az Interpollal is együttműködik.
A városi zenekar a Lithia Parkban lép fel.

## Oktatás
Az 1926-ban alapított Dél-oregoni Egyetem bölcsészettudományi, tanárképző, üzleti és tudományos képzéseket kínál. 2020 őszén körülbelül 4400 hallgatója volt. A 2020–21-es tanévben hallgatóinak 59%-a nő, a hallgató–oktató arány 19:1 volt.
A közoktatási intézmények fenntartója az Ashlandi Tankerület. A középiskola a U.S. News & World Report 2023-as állami rangsorában a 21. helyen állt.

## Média
A Mail Tribune napilap 2023. január 13-áig jelent meg. A lap kiadójának tulajdonában álló Ashland Daily Tidings 2019-ig hétfőtől szombatig jelent meg; 2022-ben egy korábbi szerkesztő Ashland.news néven online hírportált indított.
A térségben tizenöt rádióadó (köztük a Jefferson Public Radio és a KSKQ) működik. A „Szabad Ashland Rádió” becenevű KSOC hallgatói adó tizennégy évnyi működés után 2013-ban szűnt meg. A Dél-oregoni Egyetem a térség több városával együttműködve tévécsatornát tart fenn.

## A kultúrában
- Elle Alexander Bakeshop Mystery című regénysorozatának főszereplője Ashlandben pékséget üzemeltet. A könyvekben gyakran feltűnnek a térség nevezetességei.[64]
- A Coraline és a titkos ajtó egy fiktív Ashlandben játszódik. Az alkotók a helyszínt az Oregon Shakespeare Festival miatt választották; a film két szereplője visszavonult színésznő.[65]

## Nevezetes személyek
- Abel Helman, a település alapítója[66]
- Alfred Peet, üzletember[67]
- Alex Cox, filmrendező[68]
- Ana Delfosse, autóversenyző, benzinkút-tulajdonos[69]
- Ann Curry, műsorvezető[70]
- Angus L. Bowmer, az Oregon Shakespeare Festival alapítója[71]
- Anthony Heald, filmrendező[72]
- Bill Rauch, színházrendező[73]
- Catherine E. Coulson, színész[74]
- Chad Cota, amerikaifutball-játékos[75]
- Craig Chaquico, a Jefferson Starship gitárosa[76]
- Dallen Bounds, sorozatgyilkos[77]
- David Fincher, filmrendező[78]
- Dean Ing, író[79]
- Erskine Caldwell, író[80]
- Forrest Kline, zenész[81]
- Frank C. High, a Medal of Honorral kitüntetett katona[82]
- Gary Hirsh, a Country Joe and the Fish dobosa[83]
- Gloria Greer, színész[84]
- Gordon Fee, teológus[85]
- Gretchen Corbett, színész[86]
- Hal Koerner, ultramaraton-futó[87]
- Harry Anderson, bűvész[88]
- Henry Woronicz, író[89]
- Jack Elam, színész[90]
- Jean Houston, író[91]
- Jeff Rense, rádiós műsorvezető[92]
- Jeremy Guthrie, baseballjátékos[93]
- Jerry Turner, színházrendező[94]
- Jim Perry, műsorvezető[95]
- John Backus, a Fortran programozási nyelv megalkotója[96]
- Jon Micah Sumrall, a Kutles énekese[97]
- Johnny Gruelle, képregényrajzoló[98]
- Johnny Harris, újságíró és youtuber[99]
- Larry Wagner, zeneszerző[100]
- Lawson Fusao Inada, költő és egyetemi oktató[101]
- Leonard Levy, történész[102]
- Les AuCoin, politikus[103]
- Mark Parent, baseballjátékos és -edző[104]
- Neale Donald Walsch, író[105]
- Otto Klum, amerikaifutball-edző[106]
- Peter Hollens, énekes-dalszerző[107]
- Ron Rezek, ipari formatervező[108]
- Rose Maddox, countryzenész[109]
- Sonny Sixkiller, amerikaifutball-játékos[110]
- Steve Mason, költő[111]
- Tai Babilonia, műkorcsolyázó[112]
- Tonya Knight, testépítő[113]
- Tucker Reed, blogger[114]
- Vladimir Nabokov, író[115]
- Winona LaDuke, indián aktivista[116]

## Testvérvárosok
- Guanajuato, Mexikó[117]
- Szvjatohirszk, Ukrajna[118]

## Fordítás
- Ez a szócikk részben vagy egészben  az   Ashland, Oregon című angol Wikipédia-szócikk ezen változatának fordításán alapul.  Az eredeti cikk szerkesztőit annak laptörténete sorolja fel. Ez a jelzés csupán a megfogalmazás eredetét és a szerzői jogokat jelzi, nem szolgál a cikkben szereplő információk forrásmegjelöléseként.